# Волчно-Бурлинское
Волчно-Бурлинское — село в Крутихинском районе Алтайского края России.

## История
Возникло в начале XVIII века у Волчьего озера изначально под названием Волчья, рядом с деревней Бурлинска; в дальнейшем эти населённые пункты были объединены. Деревня входила в Малышевскую слободу Колыванского наместничества, с 1779 года она вошла в Колыванскую область, с 1783 года — в Бурлинскую слободу Колыванской губернии. С 1860 года жители деревни были приписаны к Колывано-Воскресенским заводам.
В 1763 году в деревне проживало 143 человека, в 1782 году — 258 человек, в 1857 году — 614 человек, в 1893 году — 1301 человек, а в 1911 году — 6316 человек.
В 1868 году в деревне был построен деревянный православный храм, сама деревня получила статус села. В 1911 году по проекту Андрея Ивановича Лангера была построена ещё одна, теперь уже кирпичная, церковь. Своя школа в деревне есть с 1888 года. В начале 1917 года была открыта библиотека с читальным залом, позднее был открыт народный театр.
В 1931 году в Волчно-Бурлинском появился новый колхоз «Кузбасс». В 1932 — колхоз «15 лет Октября», в 1934 — колхозы им. Тельмана, им. Литвинова, «Первый август», «Юный пахарь» и «Путь Ильича» (1 апреля 1957 года преобразованный в совхоз, позднее получивший звание «хозяйство высокой культуры земледелия»). В 1936 году открыта машинно-тракторная станция «Заборовая».

## Население
| 1763  | 1782  | 1857  | 1893  | 1911  | 1997  | 1998  |
| ----- | ----- | ----- | ----- | ----- | ----- | ----- |
| 143   | ↗258  | ↗614  | ↗1301 | ↗6316 | ↘1881 | ↗1904 |
| 1999  | 2000  | 2001  | 2002  | 2003  | 2004  | 2005  |
| ↗1938 | ↘1920 | ↘1796 | ↘1758 | ↘1706 | ↘1667 | ↘1664 |
| 2006  | 2007  | 2008  | 2009  | 2010  | 2011  | 2012  |
| ↘1595 | ↘1560 | ↘1525 | ↘1514 | ↘1313 | ↗1334 | ↘1292 |
| 2013  |       |       |       |       |       |       |
| ↘1266 |       |       |       |       |       |       |

## Инфраструктура
В селе был расположен дом престарелых (КГБСУСО «Крутихинский дом-интернат малой вместимости для престарелых и инвалидов»), сейчас закрыт. 

## Люди, связанные с селом
- 1 (14) января 1910 года в селе родился Василий Пухначёв — известный поэт-песенник, писатель
- 12 (25) ноября 1912 года в селе родился Герой Советского Союза Пётр Кагыкин.
- 27 июля 1941 года в селе родился Владимир Сырых — известный ученый-юрист, доктор юридических наук, профессор, Заслуженный деятель науки Российской Федерации